# Svitci s Mrtvog mora
"Svitci s Mrtvog mora" ili „Kumranski spisi“ sastoje se od oko 900 dokumenata, uključujući i tekstove iz Hebrejske Biblije, koji su otkriveni između 1947. i 1956. u 11 špilja u okolici Kumrana u blizini drevnog naselja Khirbet Qumran, na sjeverozapadnoj obali Mrtvog mora. 
Tekstovi su od velikog povijesnog i religijskog značenja pošto sadrže jedine poznate preživjele kopije biblijskih dokumenata nastalih prije 100. pr. Kr. te sadrže dokaze o znakovitoj raznolikosti vjere i prakse unutar kasnog Drugog Hrama Judaizma. Napisani su na hebrejskom, aramejskom i grčkom jeziku, većinom na pergamentu, ali neki su napisani i na papirusu. Ovi spisi većinom datiraju između 150. pr. Kr. i 70. nakon Kr. Svitci su većinom poistovjećeni s drevnom židovskom sektom zvanom Eseni,  no neki znanstvenici u novije vrijeme sumnjaju u njihovu povezanost sa spisima.
Svitci s Mrtvog mora su tradicionalno podijeljeni na tri skupine: "biblijski" rukopisi (kopije tekstova od Hebrejske Biblije), koji tvore oko 40% identificiranih spisa; "apokrifi" ili "pseudepigrani" rukopisi (poznati dokumenti iz razdoblja Drugog Hrama poput Enoha, Jubileja, Tobita, Siraha, ne-kanoniziranih psalma, itd., koji nisu postali službenim dijelom Biblije), koji tvore oko 30% identificiranih spisa; i "sektarijanski" rukopisi (prethodno nepoznati dokumenti koji govore o pravilima i vjerovanjima određene skupine ili skupina unutar šireg Judaizma) kao što je "Pravilo o zajednici", "Spis o ratu", "Pesher" (hebrejski pesher פשר = "objašnjenje") o Habakuku, i "Pravilo o blagosolovu", koji tvore oko 30% identificiranih spisa.
Prije 1968., većina poznatih spisa i fragmenata su bili smješteni u Rockefellerovom muzeju (prethodno znanom kao Palestinski arheološki muzej) u Jeruzalemu. Nakon Šestodnevnog rata, spisi su premiješteni u Hram knjiga, kod izraelskog muzeja.  
Objavljivanje spisa je trajalo desetljećima te je stoga takvo zakašnjenje bilo predmetom raznih akademskih kontroverzi. Do 2007., dva sveska se još moraju upotpuniti, dok cijela serija Otkrića u judejskoj pustinji, ima ukupno 39 svezaka. Osim u Izraelu, neki se svitci nalaze u sveučilištu u Chicagu u sklopu Orijentalnog instituta, Princetonu, sveučilištu Azusa Pacific, te u rukama privatnih skupljača. Prema Oxfordovom vodiču za arheologiju, "Kumranski spisi", koji uključuju barem fragmente od svake knjige Starog zavjeta, izuzev Knjige o Esteri, omogućuju stručnjacima mnogo stariji poprečni presjek tradicije skripte nego onaj koji je bio prije moguć. Oko 35% biblijskih spisa su gotovo identični tradicionalnim hebrejskim tekstovima Starog zavjeta s 10% tradicionalnim grčkim i samaritanskim, dok ostatak izlaže gotovo dramatičnu razliku i u jeziku i u sadržaju. U svojem opsegu tekstovnih varijanti, kumranski spisi su natjerali znanstvenike da razmisle o ustaljenim teorijama o razvoju modernog biblijskog teksta od samo tri rukopisne obitelji: Mazoretski tekst, hebrejski original Septuaginte, i Samaritanska Tora. Postaje jasno da je sveto pismo Starog zavjeta bilo iznimno tečno sve do biblijske kanonizacije koja se dogodila oko 100. nakon Kr."

## Pronalazak
U proljeće 1947. godine na području Kumrana mladi pastir Muhammed edh-Dhib je tražeći ovce došao do ulaza u nepoznate spilje. Kad su mu se oči privikle na mrak ustanovio je da se pred njime nalaze brižno posloženi ćupovi. Iako tamo nije naišao na nikakvo zlato, otkrio je da se u ćupovima nalaze stari spisi prepuni prašine.
Prvih sedam svitaka koje su pronašli pastiri ubrzo je završilo na Hebrejskom sveučilištu u Jeruzalemu, a ushićeni znanstvenici sa svih strana svijeta sjatili su se u Kumran i počeli istraživati ostale okolne spilje. Potraga je urodila plodom i omogućila očuvanje desetaka tisuća novih fragmenata među kojima su bili dijelovi Biblije stariji od svih do tada poznatih na originalnom heberejskom. U špiljama pored Mrtvog mora pronađeni su svitci koji su na sebi sadržavali dijelove tekstova svih biblijskih knjiga, osim one o Esteri, koji su stariji od svih ostalih poznatih židovskih biblijskih zapisa. Ovakva velika starost svitaka odmah je nametnula dva velika pitanja. Prvo je bilo ono o prvotnim vlasnicima tih spisa, a drugo da li će ti originalni tekstovi otkriti neke do tada nepoznate podatke koji nisu uključeni u konačnu verziju Biblije. 
Prema svim provjeravanjima može se zaključiti da su svitci pripadali odvojenoj religijskoj zajednici koja se držala po strani od ostalih. Početkom 68. godine u kumransko područje dolazi vojska rimskog generala Vespazijana kako bi ugušila židovsku pobunu, pa se s pravom može pretpostaviti da su upravo tada svitci bili sakriveni u spilje.

## Vanjske poveznice
- Projekt vizualizacije Kumrana
- Vremenski pregled i rasprava o Kumranskim spisima
- Svitci s Mrtvog mora i Kumran  Arhivirana inačica izvorne stranice od 17. svibnja 2008. (Wayback Machine)
- Svitci s Mrtvog mora  Arhivirana inačica izvorne stranice od 28. ožujka 2009. (Wayback Machine) (FARMS)
- Zašto su svitci s Mrtvog mora bitni  Arhivirana inačica izvorne stranice od 9. kolovoza 2012. (Wayback Machine)
- Dio spisa se mogu vidjeti u Hramu knjiga  Arhivirana inačica izvorne stranice od 26. svibnja 2012. (Wayback Machine) kod Izraelskog muzeja u Jeruzalemu
- Drevna knjižnica Kumrana i moderna znanost u Library of Congress
- "Others and Intra-Jewish Polemic as Reflected in Qumran Texts," Stephen Goranson, evidence that English "Essenes" comes from Greek spellings that come from Hebrew 'osey hatorah, a self-designation in some Qumran texts.